# Harold T. Martin
Harold Thomas Martin III (nascut el novembre de 1964) és un informàtic nord-americà i antic contractista de Booz Allen Hamilton que el 2019 es va declarar culpable d'eliminar il·legalment 50 terabytes d'⁣informació classificada de l'⁣Agència de Seguretat Nacional. El motiu del crim ha estat objecte de debat, segons els investigadors els va tenir dificultats per determinar si Martin es dedicava a l'espionatge o a l'acumulació digital, ja que al llarg de les seves dècades de treball, semblava no haver accedit mai a cap dels fitxers un cop els va treure de les instal·lacions governamentals.

## Carrera professional
Martin va obtenir una llicenciatura en economia i matemàtiques a la Universitat de Wisconsin-Madison el 1989, i va ser encarregat com a oficial de guerra sobre el terreny a la Marina dels EUA després de graduar-se. Va servir a la Marina des de 1987 fins a 2000, desplegant-se al Mar Roig a l'USS Seattle (AOE-3), durant l'Operació Tempesta del Desert. Durant la darrera part del seu servei militar es va traslladar a un paper a temps parcial a la Reserva de la Marina, que va ser quan va rebre per primera vegada accés a dades classificades. Quan va deixar l'exèrcit, Martin va romandre a l'àrea metropolitana de DC, va continuar la seva formació amb un màster en sistemes d'informació de la Universitat George Mason el 2004 i va mantenir la seva autorització de seguretat treballant per a contractistes governamentals, com Computer Sciences Corporation i Tenacity Solutions. Més tard va ser contractat pel gegant de personal de defensa Booz Allen Hamilton, encarregat a l'⁣Agència de Seguretat Nacional del 2012 al 2015, temps durant el qual va treballar amb la unitat d'elit d'operacions d'accés a mida, encara que en qualitat de suport. El 2015, mentre encara era contractista de Booz Allen, Martin es va traslladar a l'Oficina d'Adquisició, Tecnologia i Logística (AT&L) del Pentàgon, treballant en una instal·lació del Departament de Defensa a Alexandria, Virgínia fins a la seva detenció el 2016.
En el moment de la seva detenció l'agost de 2016, Martin estava cursant un títol de Doctor en Informàtica a la Universitat de Maryland, Comtat de Baltimore. La seva àrea de recerca va ser "Interfícies virtuals per a l'exploració d'arquitectures heterogènies i de computació en núvol". Roy Rada, un professor jubilat de la UMBC que va ser mentor de Martin al començament de la seva investigació doctoral, va dir a The New York Times que Martin havia estat molt interessat en el trastorn per estrès postraumàtic (TEPT) i com diagnosticar-lo ràpidament mitjançant el seguiment ocular. Rada va informar que Martin creia que tenia molts dels símptomes del TEPT, possiblement com a resultat del seu servei al Golf, i va buscar finançament a les agències de salut militar per dur a terme un projecte de recerca important sobre diagnòstics de TEPT, tot i que les seves propostes no van ser finançades.
El New York Times va descriure Martin com un "solitari introvertit", citant la descripció d'un antic col·lega d'un home amb una "espècie de complex de Walter Mitty" que el va portar a participar en el fantasticisme i els deliris de grandesa. La font va explicar que Martin va viatjar una vegada a Geòrgia per comprar un cotxe de policia retirat, encara equipat amb un focus i altres equips de policia operatius, dient que "sempre volia ser important". "Sempre es va considerar com una persona del tipus James Bond, que volia salvar el món del mal informàtic", va dir un altre company seu de llavors. Segons The Times, encara que exteriorment era introvertit, en la mateixa línia es deia que Martin va fingir una confiança militant sobre el futur de la guerra cibernètica, escrivint "les batalles futures requeriran una raça especial de guerrers". Sobre al seu treball, va escriure "és realment una vocació, i una cosa que l'individu ha de voler fer com a professió, a causa dels sacrificis necessaris per ser el màxim volador en aquesta nova versió electrònica del gran joc".

## Espionatge
Mentre intentava localitzar l'origen de la filtració de Shadow Brokers a l'estiu de 2016, l'NSA va alertar l'⁣Oficina Federal d'Investigacions (FBI) d'una publicació feta per Martin, que suposadament es va comunicar a través del compte de Twitter @HAL_999999999. Martin va utilitzar Twitter per contactar amb Kaspersky Lab, una empresa de ciberseguretat russa, que al seu torn va alertar l'Agència de Seguretat Nacional. Inicialment, l'FBI va creure que Martin era la font dels robatoris d'eines de pirateria de la NSA per part dels Shadow Brokers i va utilitzar la informació proporcionada pels investigadors de Kaspersky per executar una ordre de cerca a la modesta residència de Martin als suburbis de Glen Burnie, Maryland, l'agost de 2016, desplegant un equip SWAT, establint bloquejos de carretera, trencant la porta d'entrada amb un batedor i tirant Martin a l'interior de la casa a punta de pistola. L'FBI i la policia estatal de Maryland van informar que van descobrir més de 50 terabytes de dades classificades dins de la residència, en un cobert sense tancar i dins del vehicle personal de Martin.
Segons l'acusació de la fiscalia, Martin va robar materials de l'⁣Agència Central d'Intel·ligència, l'Agència de Seguretat Nacional, el Comandament Cibernètic dels Estats Units, el Departament de Defensa i l'Oficina Nacional de Reconeixement. Segons els fiscals, no hi havia proves que Martin hagi accedit mai a cap dels fitxers que va robar.
Segons els informes, Martin va robar la informació simplement sortint dels seus diferents llocs de treball segurs amb ella en el seu poder. Els fiscals van afirmar que la informació classificada robada incloïa els noms d'oficials d'intel·ligència encoberts.

## Judici i sentència
Martin va ser acusat pel Departament de Justícia dels Estats Units de "retenció deliberada d'informació de defensa nacional". Martin va declarar no culpable. En una audiència d'octubre de 2016 al Tribunal de Districte dels Estats Units per al Districte de Maryland, el jutge magistrat A. David Copperthite es va posar del costat de la fiscalia en acceptar que Martin era un risc de fugida i no seria alliberat a l'espera del judici.
El fet que l'FBI no va proporcionar a Martin una advertència de Miranda abans de ser interrogat per l'equip SWAT va fer que el jutge del tribunal de districte dels EUA Richard Bennett fes que moltes de les declaracions de Martin fossin inadmissibles. Els advocats defensors de Martin van argumentar que patia problemes de salut mental, dels quals el seu acaparament era un símptoma.
Martin va acceptar declarar-se culpable el desembre de 2017. Això estava programat per al 22 de gener de 2018. En canvi, Martin es va declarar innocent. Segons l'opinió del memoràndum del tribunal de data 3 de desembre de 2018, la data del judici de Martin estava prevista per al 17 de juny de 2019. El 17 de març de 2019, Martin va acceptar declarar-se culpable de la retenció voluntària d'informació de defensa nacional (Codi 18 dels EUA § 793). L'acord finalment va demanar nou anys de presó, tres anys d'alliberament supervisat i una multa de fins a 250.000 dòlars, que representen el càstig màxim recomanat per a aquest delicte segons les directrius federals de sentència.
El 19 de juliol de 2019, Martin va ser condemnat a nou anys de presó. En la sentència, Martin es va disculpar davant el jutge Bennett i va dir que reconeixia que prendre les dades era incorrecte. Bennett va remarcar que el cas "m'ha fet una gran pausa", però va acceptar imposar el termini de nou anys negociat entre les parts, amb tres anys restants pel temps ja complert.

## Empresonament
Martin estava allotjat al Federal Medical Center, Devens, una instal·lació per a reclusos federals amb necessitats de tractament de salut física o mental a llarg termini, situada a Devens, Massachusetts. Segons el lloc web del Bureau of Prisons, Martin va ser alliberat el 24 de maig de 2024 a l'edat de 60 anys.